# Pacte de non-agression soviéto-finlandais

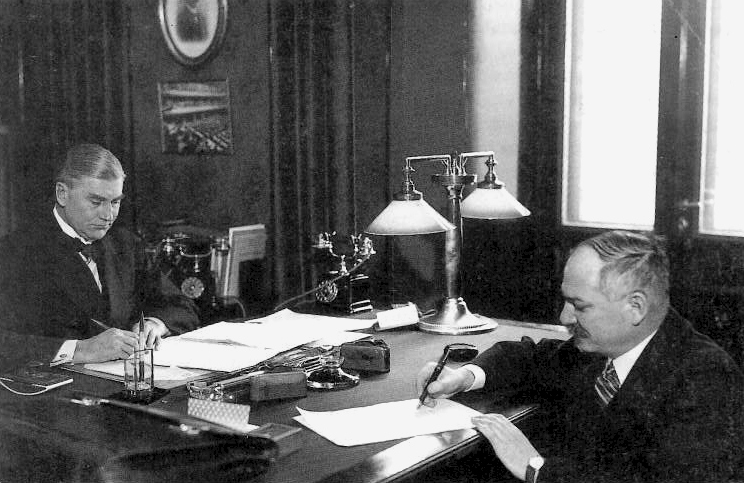
Le pacte de non-agression signé à Helsinki le 21 janvier 1932. À gauche, le ministre des Affaires étrangères finlandais Aarno Yrjö-Koskinen, et à droite l'ambassadeur de l'Union soviétique à Helsinki Ivan Maisky.

Le pacte de non-agression soviéto-finlandais était un traité de non-agression signé en 1932 par les représentants de la Finlande et l'Union soviétique. Le pacte fut unilatéralement dénoncé par l'Union soviétique en 1939, après l’incident de Mainila, où elle bombarda son propre territoire et accusa la Finlande d'en être responsable.
L'Union soviétique avait entamé des négociations pour conclure des pactes de non-agression avec ses voisins en Europe pendant l'invasion de la Mandchourie, l'Union soviétique voulait alors sécuriser ses frontières. Bien que la Finlande eut été la dernière à signer le pacte le 21 janvier 1932, après l’Estonie, la Lettonie et la Pologne, elle fut la première à le ratifier en juillet 1932. Les deux parties garantissaient le respect des frontières entre les pays, et convenaient de rester neutre. Les différends devaient être résolus pacifiquement et de façon neutre.
Le pacte fut prolongé jusqu'au 31 décembre 1945 à Moscou, le 7 avril 1934. Il fut signé par le ministre des Affaires étrangères finlandais Aarno Yrjö-Koskinen et le ministre des Affaires étrangères soviétique Maxim Litvinov.
Le pacte rompu par l'Union soviétique le 28 novembre 1939, deux jours avant l'invasion de la Finlande, l’Union soviétique affirmant que la Finlande avait bombardé un village soviétique. Conformément à l'article cinq, les parties devraient en appeler à une commission mixte pour examiner l'incident, ce que la Finlande essaya de faire, mais que l'Union soviétique refusa.